# Cuyo

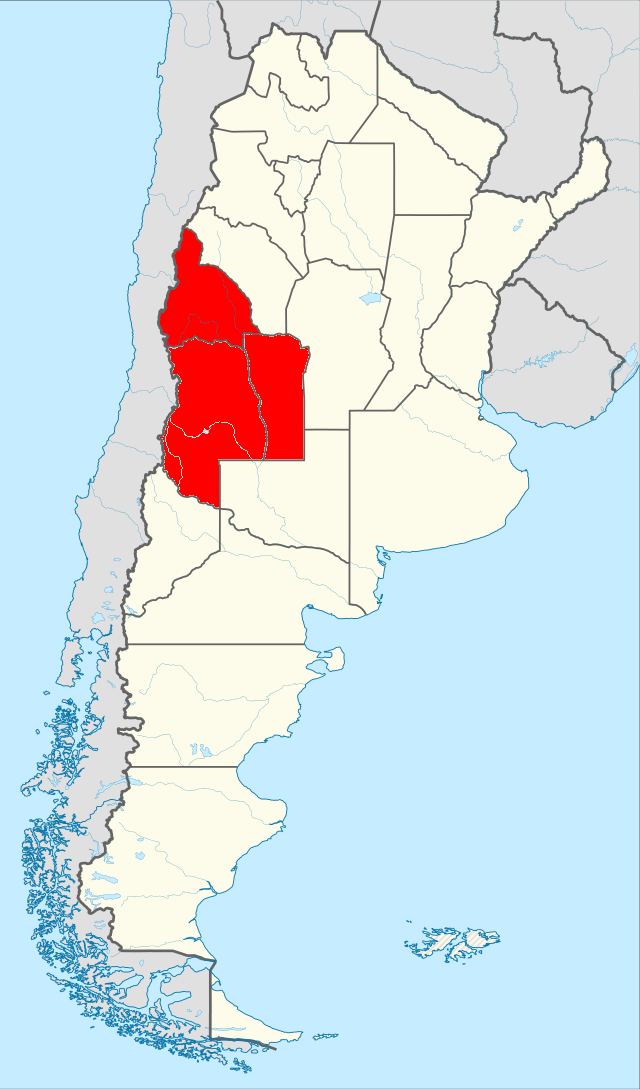
Cuyo na mapě Argentiny

Cuyo je hornatý region v západní části Argentiny, tvořený provinciemi Mendoza, San Juan a San Luis. Má rozlohu okolo 300 000 km² a žije v něm dva a půl milionu obyvatel. Největším městem je Mendoza, kde sídlí vysoká škola Universidad Nacional de Cuyo a regionální muzeum. Cuyo patřilo k Incké říši, pro Španěly je získal roku 1551 Francisco de Villagra a od roku 1564 bylo provincií generálního kapitanátu Chile. Oblast se vyznačuje svérázným dialektem, v němž se používá hláska ř.
Název oblasti pochází z výrazu Cuyùm puùlli, který v jazyce domorodého kmene Huarpe znamená „země písku“. Klima je subtropické, charakteristickým místním jevem je teplý vítr zonda, častá jsou zemětřesení. Srážky jsou velmi nízké, zemědělství je závislé na síti zavlažovacích kanálů, napájených tajícím sněhem z hor. Cuyo patří k nejvýznamnějším vinařským regionům světa, pěstuje se také olivovník, brambory a ovoce. Značný ekonomický význam má také těžba ropy, mědi a uranu. Hlavní řekou je Desaguadero. V Cuyu se nachází nejvyšší hora amerického kontinentu Aconcagua a středisko zimních sportů Las Leñas. Turistickou atrakcí jsou také chráněná území Ischigualasto a Ñacuñan. Přes území Cuya vede trasa Rallye Dakar.
V roce 1988 byla uzavřena dohoda o vytvoření ekonomického regionu Nové Cuyo, zahrnujícího historické území Cuya a provincii La Rioja.